# Lista de agências de segurança fictícias
Esta é uma lista de agências de segurança e serviços de inteligência fictícios

## Mundo contemporâneo
- C.S.C. de desventuras em série (também chamado de V.F.D no original em inglês);
- Kingsman de Kingsman- Serviço Secreto;
- A Agência de Scarecrow and Mrs. King;
- Aliança dos Doze de Alias;
- CONTROLE de Get Smart;
- DEPECOM, da novela brasileira Os Mutantes - Caminhos do Coração,
- O Tribunal de Metalocalypse (também chamado de O Conselho)
- Unidade 24 contrária ao terrorismo
- Força de Proteção da Terra de Teenage Mutant Ninja Turtles;
- F.I.R.M. da série de televisão Airwolf;
- Imigração e Segurança da Alfândega de The Border;
- Instituto do Cavaleiro de Knight Rider;
- Fundação pela Lei e Governo' de A Nova Supermáquina
- Setor Omega de True Lies;
- Setor 7 dos Transformers;
- Seção 13 das Aventuras de Jackie Chan;
- S.H.I.E.L.D., S.W.O.R.D.,e S.T.R.I.K.E. do universo Marvel;
- SMERSH dos filmes e livros do James Bond;
- S.T.A.R.S., um corpo de polícia similar ao SWAT (GOLPE), dos jogos de video-game Resident Evil;
- Arco-íris, organizações secretas contra-terrorismo dos populares jogos de video-game Tom Clancy's Rainbow Six;
- U.N.C.L.E. de The Man from U.N.C.L.E.
- ZEPO, a polícia secreta da Sildávia em as aventuras de Tintin;
- F.E.A.R., uma agência paranormal da investigação do jogo homônonimo.
- A Proteção Civil de Half Life 2;
- XXX - do filme xXx;
- Z.O.W.I.E. (Zonal Organization of World Intelligence and Espionage) das caricaturas de Derek Flint;
- O Escritório de Serviços Nãos Especificados de Infinite Jest;

- G.A.T.E (Grupamento de Ações Táticas Especiais) da Polícia Revolução Contra o Crime do Habbo Hotel.

## Ficção-científica
- Checkmate do universo da DC Comics;
- A Forja e Torchwood do universo do Doctor Who;
- A Inquisição de Warhammer 40.000 - polícia secreta imperial similar à inquisição espanhola;
- NID do Stargate SG-1;
- O Bureau de Segurança Imperial policia secreta encarregada de evitar insurgências contra o Império Galáctico  no universo de Star Wars. Reorganizado como o Bureau de Segurança de Primeira Ordem após a reconquista da Galáxia por esse remanescente do Império.
- Fulcrum codinome e rede de espionagem criado por Bail Organa no universo Star Wars com o objetivo de equipar e informar células rebeldes. Liderado por Ashoka Tano com o codinome homônimo.
- Circunstâncias Especiais dos livros de Iain M.;
- Seção 9 da Segurança Pública, uma agência de segurança federal e filial armada do ministério da administração interna no Ghost in the Shell;
- Departamento para a Pesquisa e a Defesa Paranormal (Bureau for Paranormal Research and Defense - B.P.R.D.) de Hellboy (filme);
- Ordem Obsidiana, uma agência de inteligência de uma espécie alienígena (os cardassianos) no universo fictício de Star Trek.
- Tal Shiar oficialmente uma agência de inteligência do Império Estelar Romulano (Star Trek) , na prática tem a função de polícia secreta.[1]

## Fantasia
- Departamento da pesquisa e da defesa Paranormal
- O Dai Li de Avatar: The Last Airbender;
- A polícia secreta de O Leão, a Feiticeira e o Guarda-Roupa, da Rainha Jadis, dirigida pelo lobo Maugrim;
- S.H.U.S.H. de Darkwing Duck;
- Nightwatch (Babylon 5), uma organização imaginária da inteligência e uma polícia secreta em Babylon 5;
- Lâminas, o serviço secreto imperial, de The Elder Scrolls;
- O Anbu ne (anbu raiz) de Naruto;
- A Autoridade de True Blood;
- A SOCIEDADE DOS HOMENS DE LETRAS de Supernatural.

## Futuros distópicos
- A polícia secreta de George Orwell em Nineteen Eighty-Four;
- O Dedo, a polícia secreta do partido Norsefire, que administra o governo fascista da Inglaterra, em V de Vingança;
- UNATCO de Deus ex.